# Rhopalothrix acutipilis
Rhopalothrix acutipilis är en myrart som beskrevs av Kempf 1962. Rhopalothrix acutipilis ingår i släktet Rhopalothrix och familjen myror. Inga underarter finns listade i Catalogue of Life.